# Alain-René Lesage

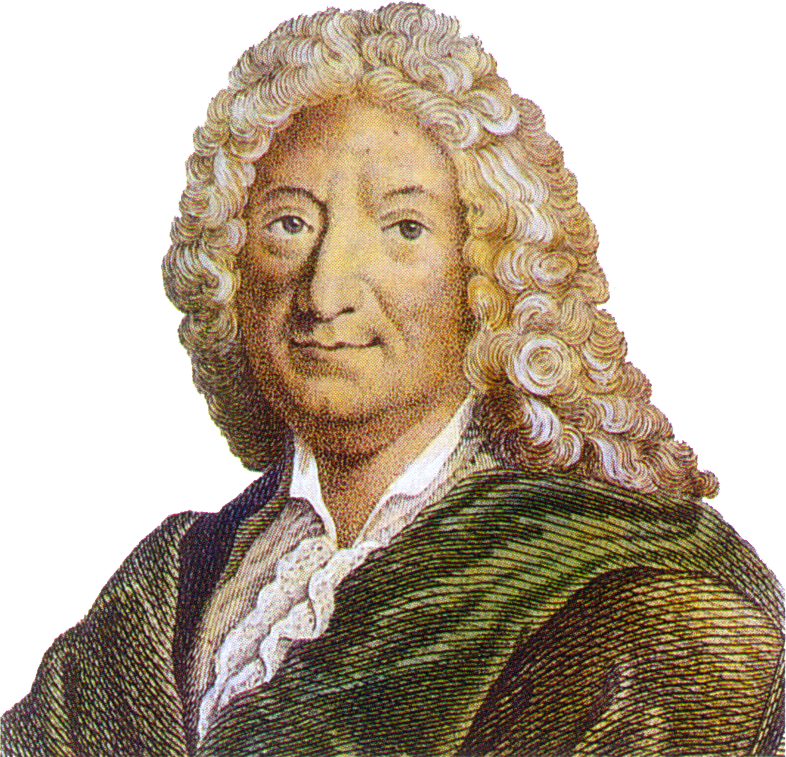
Alain-René Lesage.

Alain-René Lesage, född 8 maj 1668 i Sarzeau i Morbihan i Bretagne, död 17 november 1747 i Boulogne-sur-Mer, var en fransk roman- och skådespelsförfattare.

## Biografi
Lesage studerade juridik och blev advokat, men sökte snart sin huvudsakliga utkomst inom skönlitteraturen. En vän hänvisade Lesage, som var tvungen att försörja sig på sitt skrivande till den spanska litteraturen, och till en början översatte och bearbetade flera spanska författares dramer och romaner. En fri bearbetning av en roman av Luis Vélez de Guevara är Le Diable boiteux (1707, Halte fan), som vann mycket bifall. Han skrev även, ensam eller i samarbete med andra, en mängd komedier och farser, bland vilka främsta rummet intas av den av honom ensam skrivna komedin Turcaret (1709; uppförd i Stockholm 1784), där han med stor talang avslöjar den tidens finansiella vinglare. Det är en dråplig och bitter satir om ruttenheten inom finansvärlden som i stora stycken blev förebild för Pierre de Beaumarchais' Barberaren i Sevilla.
Hans förnämsta arbete är Gil Blas, som utkom successivt i fyra delar 1715, 1724, 1735 (Den namnkunnige Gil Blas’ af Santillana lefnadshändelser, 1841). Ehuru det hör till den så kallade pikareska romanens genre eller skälmromanen, som uppstått i Spanien, är det dock i utförandet fullt självständigt och originellt. Med en älskvärd och godmodig realism skildrar han där äventyraren Gil Blas skiftande öden, som ger honom rikt tillfälle att lägga i dagen sin sunda syn på de svaga punkterna i den mänskliga karaktären. Han står sålunda i ett visst sammanhang med La Bruyère, men skiljer sig från denne därigenom, att han ej är moralist, utan helt objektivt skildrar gott och ont, sådant det ter sig hos genomsnittsmänniskor av olika typer och samhällsställning; och grunddraget i hans diktarlynne är inte ren satir, utan en därmed uppblandad humor, som i förening med en ovanligt god, enkel och naturlig stil skänker detta hans huvudverk ett ovanskligt behag.
Gil Blas är en underhållande berättelse om en spansk betjänt, som efter de mest växlande öden blir ministergunstling och slutligen storgodsägare. Scenen är Spanien, händelserna hopplockade från skilda håll, sederna och karaktärerna är allmänt mänskliga och stilen den klara franska klassiska. Gil Blas blev Frankrikes första realistiska sederoman. Lesages övriga romaner är till största delen bearbetningar av spanska original. Senare arbetade Lesage främst för småteatrarna, för vilka han skrev ett hundratal komedier och operetter. Hans Oeuvres complètes utgavs 1828 i tolv band.
I litteraturhistorien är Le Sage en märkesman. I högre grad än andra samtida bildar han övergången till den på 1700-talet dominerande sinnesriktningen. Han är den förste, som skrivit rent realistiska romaner av någon betydenhet; han blev vidare en föregångare till Beaumarchais i Figaro. då han bröt med den gamla litterära traditionen, att folk av ringa stånd bör reserveras för simpla eller futtiga roller. Beaktansvärt är även hans inflytande på den humoristiska romanen i England, sådan den representeras av Fielding och Smollet. Le Sage Oeuvres complètes utgavs i 12 band 1828–40.

## På svenska
- Le diable boiteux (1707)
  - Le diable boiteux, eller Den halta djefwuln (anonym översättning, Stockholm, 1772)
  - Halte fan (anonym översättning, Göteborg, 1798)
  - Vänskapens makt ("Ofversatt [!] från engelskan", Göteborg, 1812)
  - Asmodeus: en ung students äfwentyr, då han ifrån taket får beskåda hwad alla i hufwudstaden hafwa för sig i sina rum (troligen översatt av Hinrik Sandström, Wirsell, 1842)
  - Asmodeus: en ung students äventyr (okänd översättare, Stockholm, 1878)
- Turcaret (1709)
  - Turcaret (otryckt översättning av Ebbe Linde för Stockholms stadsteater)
- Arlequin roi de Serendib (1713)
  - Arlequin: Konung av Serendib: skådespel i tre akter ("av M. le S***", översättning Ernst Klein, Stockholm, 1924)
- Gil Blas de Santillane (1715-1735)
  - Gil-Blas' lefnad och äfventyr ... i sammandrag (anonym översättning, Stockholm, 1828)
  - Den namnkunnige Gil Blas' af Santillana lefnadshändelser (anonym översättning, Hjerta, 1841)
  - Gil Blas af Santillana äfventyr: upplaga för ungdom (översättning Robert Bachmann, Centraltryckeriet, 1874)
  - Gil Blas (översättning Nils-Olof Franzén, Ljus, 1945)
  - Gil Blas (okänd översättare, Niloe, 1963-1964)
- Le temple de l'ennui (tillsammans med Louis Fuzelier)
  - Le temple de l'ennui eller Ledsamhetens tempel: comedie (översättning Peter Lindahl, Stockholm, 1747)

Ej identifierade svenska översättningar
- Prologue, kallad Mammon eller penningedjefwulen (anonym översättning Stockholm, 1748)
- Wänskaps-starckhet, bepröfwad emellan twenne spanska cavallierer, don Fadrique de Mendoza och don Juan de Zorate, samt theras kärleks-handel och åtskilliga öden med donna Theodora de Cienfuentes, och hwad emellan thesze och don Alvaro Porce ther wid förefallit (översättning Abraham Sahlstedt, Västerås, 1752)
- Grefwen af Belflor och mademoiselle Leonora de Cespedes kärleks-handel (översättning Abraham Sahlstedt, Västerås, 1752)
- Grefve de Belflors och fröken Leonora de Cespedes kärleks-händelser: spansk anecdote ("Fri öfversättning af n---g---k--" [ej identifierad], Stockholm, 1786)